# Overlord (игра, 2007)
Overlord (с англ. — «Владыка» или «Повелитель») — компьютерная игра в жанре action-adventure, разработанная компанией Triumph Studios и изданная компанией Codemasters для Xbox 360, Microsoft Windows и PlayStation 3 (в России игру распространяла Buka Entertainment). Версии для первых двух платформ игры вышли в Северной Америке 26 июня 2007 года, в Европе — 29 июня и 7 июля в Австралии. 23 июня 2009 года игра и её продолжение Overlord II стали доступны для MacOS X и Linux.
Разработка проекта стартовала в начале 2006 года, анонс состоялся в мае этого же года, с демонстрацией игрового процесса на игровой выставке E3 2006. Релиз состоялся в 2007 году спустя полтора года разработки, игра получила в основном положительные отзывы и разошлась хорошим тиражом. Дополнение Overlord: Raising Hell было объявлено 1 ноября 2007 года и выпущено 15 февраля 2008 года вместе с новыми мультиплеерными картами и режимом разъединённого экрана для одиночного прохождения. Версия для платформы PlayStation 3, озаглавленная Overlord: Raising Hell, была выпущена 20 июня и 24 июня 2008 года в Европе и Северной Америке, и включала в себя оригинальную игру и загружаемый контент. Сиквел игры, озаглавленный Overlord II, был анонсирован 13 августа 2008 года вместе со спин-оффами для консолей Wii и Nintendo DS — Overlord: Dark Legend и Overlord: Minions.
События Overlord разворачиваются в неназванном фэнтезийном мире, где игрок принимает роль воскресшего воина Повелителя, обретшего контроль над ордами гремлиноподобных существ под названием «миньоны» или прихвостни. Пользователю предстоит одолеть семь падших героев, чтобы захватить подчинённые им земли и население. В игре присутствует элемент «Порочности», используемый в играх серии Fable, когда определённые поступки героя влияют на ход дальнейшего сюжета игры. Хотя сам Повелитель управляется в формате от третьего лица, в управлении миньонами присутствуют элементы стратегии в реальном времени и ролевой игры. Игра насыщена чёрным юмором, в ней также присутствует сатира и пародия на традиционные фэнтезийный сеттинг и сюжет.

## Игровой процесс
В ходе игры пользователю предстоит помочь Повелителю и его миньонам победить семерых героев, одолевших его предшественника и после этого поддавшихся развращению. Каждый из них являет собой один из семи смертных грехов. Существует четыре вида миньонов, отличающихся друг от друга окраской и способностями. Бурые являются бойцами ближнего боя, синие умеют возвращать к жизни убитых прихвостней и плавать, красные стреляют огнём и управляют этой стихией, а зелёные — мастера нападений из засад и отравлений противника. Миньонов можно получить в колодцах, которые встречаются на протяжении всей игры. Игроку следует тратить на их призыв жизненную силу, получаемую из убитых противников. К началу игры вызвать можно лишь пять прихвостней, к её концу их число может достигнуть пятидесяти. Игрок может пожертвовать ими для восстановления здоровья и маны. После постройки кузницы станет доступным заказ оружия и доспехов, повышающих способности Повелителя.
Пользователь начинает игру в старой разрушенной башне, ставшей для него домом и убежищем. С возвратом украденных из неё артефактов становятся доступными новые комнаты и заклинания, также возрастает максимальное здоровье и запас маны Повелителя. Игрок может добавить в свою башню множество дополнительных вещей, например знамёна и статуи, внешний вид которых зависит от его действий в сюжетной кампании. Броню и оружие можно покупать и улучшать в кузнице. Большая часть видов поверженных противников, за исключением падших героев и уникальных тварей, могут ещё раз сразиться с Повелителем на арене в его личном подземелье.
Хотя игра позиционирует главного героя злым, квесты представляют его более сложным персонажем. Во время прохождения Повелитель подвергается искушению со стороны каждого из семи смертных грехов, представленных соответствующим героем. Решения игрока в ходе игры влияют на уровень «Порочности» протагониста, повышая или снижая его. Значение этого показателя влияет на отношение к главному герою местного населения и его внешность (что уже применялось ранее в играх серии Fable), а также на доступные заклинания и концовку игры.
В игре есть несколько мультиплеерных режимов. Режим «Резня» даёт возможность двум Повелителям сражаться друг с другом вместе с сотнями прихвостней. В «Выживании» два Повелителя сражаются против крупных армий врагов. «Грабёж» является соревнованием между двумя командами Повелителей и их миньонов с целью украсть как можно больше золота за ограниченное время. Версия для Xbox 360 обеспечивает голосовой чат посредством Xbox Live. В версии для PlayStation 3 в игре есть миникарта, позволяющая ориентироваться в игровом мире.

## История

### Персонажи
Игрок примеряет на себя роль Повелителя, молчаливого протагониста и антигероя, чья личность и мотивация остаётся для игрока загадкой. В начале игры крошечные, похожие на гремлинов миньоны взламывают саркофаг и оживляют его. Они одевают героя в доспехи, провозглашают наследником предыдущего Повелителя, и поручают ему уничтожить убийц своего предшественника — семерых героев. За прошедшие годы каждый из них пал жертвой одного из семи смертных грехов. Повелитель начинает восстанавливать башню согласно советам Гнарла, так как он ничего не помнит из своего прошлого. Герой обладает властью над своими прихвостнями, а также владеет навыками использования топоров, мечей и булав. Благодаря башне протагонист может использовать магическую энергию для разрушения и защиты.
Хотя Повелитель является главным героем, в игре важная роль фокусируется на старом миньоне Гнарле, дающем советы и указания. Большую часть игры тот занимается ретрансляцией информации от Сердца Башни, напоминая о том, что «существуют злые поступки, которые нужно делать». Также Гнарл является рассказчиком. Вскоре появляется госпожа Повелителя, которая начнёт декорировать помещения и улучшать миньонов вместе с башней, а также высказывает своё мнение о дальнейших действиях.
Роза является первым кандидатом на эту должность, это весёлая и волевая женщина. Другой претенденткой является её родная сестра Вельвет, похотливая и бесчувственная.
«Семеро героев» развратили сами себя, каждый из них являет собой один из семи смертных грехов. Лидер полуросликов Мелвин Толстопуз из-за своей прожорливости начал рассылать отряды с целью кражи продовольствия у соседей. Могущественный эльфийский воин Оберон Туманный находится в летаргическом сне и отдал лес во власть собственных кошмаров. Его апатия позволила гномам напасть на Темнолесье, где захватчики убили и пленили большую часть эльфов, но были изгнаны существами из кошмаров Оберона. Правитель Небесной Обители и жених Вельвет Сэр Вильям Чёрный имеет сильное сексуальное влечение, проявившееся в отношениях с суккубом, и ставшее причиной возникновения в городе чумы. Король гномов Голдо Голдерсон из Золотых Холмов стал алчным, и заставил покоренных эльфов добывать для себя золото. Страх
возможной потери своих накоплений привело к милитаризации гномьего общества, и Голдо с тех пор ездит на паровом катке «Ролли». Зависть заставляет Юлию красть всё, до чего она доберется, после чего она забывает о своих приобретениях. Её поклонником является воин Кан, который в случае угрозы Юлии может прийти в неконтролируемый гнев. Оба героя являются главарями разбойников и злобоглазов Руборийской пустыни. Предыдущий Повелитель (главный антагонист игры), захвативший тело Колдуна (являвшегося основателем отряда героев), гордится своей работой, заключённой в обмане и стремлении к власти.

### Сюжет
Игра стартует с того момента, когда старший из прихвостней Гнарл вместе с отрядом бурых прихвостней будит Повелителя в его склепе. После этого они одевают героя в броню и провозглашают Повелителем в его старой и разрушенной башне — предыдущий Повелитель был убит отрядом героев, потом захватившими его земли. Старший из прихвостней, Гнарл, рассказывает, что теперь настало время восстановить её и вернуть всё украденное.
Герой отправляется в близлежащую деревню Кутёж, где полурослики забрали все запасы пищи и согнали местное население в рабочие лагеря. Убив их предводителя — Мэлвина Толстопуза и найдя еду, герой встаёт перед первым выбором: оставить её себе, отправив в замок, или отдать крестьянам. После убийства Мелвина Повелитель находит логово красных миньонов, которые в первую очередь нужны для открытия дороги в Темнолесье. Освободив деревню от полуросликов, Повелитель узнаёт о нападении на замок Кутёж бандитов, попавших туда с помощью Злобоглаза. Разобравшись с ними, Повелитель забирает хозяйку замка Розу себе в башню в качестве госпожи.
Крестьяне из Кутёжа жалуются на вездесущие гигантские корни, тянущиеся из Темнолесья. Виной всему стало дерево, выросшее вокруг впавшего в сон Оберона Туманного, пытавшегося остановить нашествие гномов. Для его убийства герою нужно получить доступ к зелёным и синим прихвостням. Статуя эльфийской Матери-Богини была похищена гномами, также её хотела получить герой-воровка Юлия.
Прибыв в земли гномов, использовавших эльфов как рабов, Повелитель сталкивается в королевских чертогах с Ролли — гигантским танком, охраняющим покои гномского героя — Голдо, которого охватила золотая лихорадка. После победы над Голдо, перед героем встаёт выбор: спасти последних эльфиек или забрать все сокровища Голдо, украденные из башни и добытые в шахтах.
Придя в Небесную Обитель, Повелитель узнаёт, что, возможно, причиной чумы является суккуб, призванный падшим паладином сэром Вильямом для собственных утех. Невеста убитого Повелителем Вильяма оказывается родной сестрой Розы, и Лорд может выбрать: оставить Розу или сделать новой Госпожой Вельвет.
В это время прихвостни, находившиеся в статуе, активируют новый портал посреди Руборийской пустыни. Прибыв туда, Повелитель находит Юлию и берёт её в плен. Там он находит и статую, и вот новый выбор: отдать статую эльфам, или забрать её себе. Во время допроса Юлия говорит, что статуя была похищена по приказу некого колдуна, и что варвар Кан придёт, чтобы освободить её. В это время в Кутёже воины Кана устраивают погром, а сам Кан в ярости разрушает Небесную Обитель, где его и находит главный герой.
Убив Кана, Повелитель получает известие о том, что его ждут в башне. Прибыв туда, он обнаруживает её захваченной Колдуном, который является отцом Вельвет и Розы. Во время битвы тот рассказывает, что когда-то семь героев пришли разрушить башню и победить Зло, но главный герой пал, а его друзья бросили его, начав грабить башню. Старый Повелитель вселился в тело одного из победителей, а протагониста поместил в исцеляющий саркофаг, чтобы с его помощью уничтожить других героев. Новый Повелитель был лишь его временным заместителем и больше не нужен, так как остальные герои поддались семи соблазнам. Роза или Вельвет (зависит от того, кого выбрал игрок) прерывает своего отца, испортив Сердце Башни, и герой может остановить старого повелителя.
После гибели Старого Повелителя, герой восстанавливает контроль над башней и прихвостнями. В зависимости от действий игрока по ходу игры (злых или добрых), в итоге Повелитель имеет поддержку и благословение местного населения либо грабит подвластные земли. Независимо от этого, в конце игры демонстрируется шут Трынчак, организующий некий ритуал. Гнарл говорит о том, что «Зло всегда найдет путь». Тем самым игрока готовят к событиям дополнения Raising Hell.

## Разработка
| Системные требования (PC) | Системные требования (PC)                                                                | Системные требования (PC)                                                     |
| ------------------------- | ---------------------------------------------------------------------------------------- | ----------------------------------------------------------------------------- |
|                           | Минимальные                                                                              | Рекомендуемые                                                                 |
| Windows                   |                                                                                          |                                                                               |
| ОС                        | Windows XP/Vista                                                                         | Windows XP/Vista                                                              |
| ЦПУ                       | Intel Pentium IV 2.4 (2.4 GHz) / AMD Athlon XP 2400+ (2.0 GHz)                           | Intel Core 2 Duo E4300 (1.8 GHz) / AMD Athlon 64 X2 3600+ (1.9 GHz)           |
| Объём ОЗУ                 | 512 Мб                                                                                   | 1 Гб                                                                          |
| Место на диске            | 4,5 Гб свободного пространства на жёстком диске                                          | 4,5 Гб свободного пространства на жёстком диске                               |
| Видеокарта                | NVIDIA GeForce FX 5900 с 128 Mb памяти / AMD Radeon 9500 128 с 128 Mb памяти / DirectX 9 | NVIDIA GeForce 7800 GS с 256 Mb памяти / AMD Radeon X1800 GTO с 256 Mb памяти |
| Устройства ввода          | клавиатура и мышь                                                                        | клавиатура и мышь                                                             |

Официально игра Overlord была анонсирована в мае 2006 года для консоли Xbox 360 и PC, и рекламировалась как игра следующего поколения «закрученный фэнтезийный мир где игроки имеют выбор быть злым … или по настоящему злым!». Также на игровых сайтах появились первые скриншоты и арты. На ранних концептартах Повелитель обладал человеческим лицом, но в итоге оно было заменено на чёрную тень со светящимися глазами. В том же месяце на игровой конференции E3 2006 была представлена большая часть игровой механики, хотя о компонентах для мультиплеера не было ничего сказано. Автором сценария стала Рианна Пратчетт, дочь Терри Пратчетта, композитором игры выступил Михил ван ден Бос.
Демоверсия для Xbox 360 была выпущена и загружена для Xbox Live 8 июня, а для персонального компьютера её релиз за недели до релиза в Северной Америке. Демо включало в себя начальную часть игры, содержавшую вступительную заставку, вступление, обучение и освобождение Повелителем крестьян от полуросликов.
После выпуска игры а также патчей к ней, к августу 2007 года существовали планы касаемо загружаемого контента для обеих версий, должный включать в себя новые мультиплеерные карты, возможность совместного прохождения в офлайне а также возможное расширение или дополнение глав однопользовательской кампании. Выпущенный для PC патч обновлял игру до версии 1.2 и устранял ряд багов, один из которых мог не позволить пользователю завершить игру, подобное обновление для Xbox 360 вышло несколько недель спустя. Первый официальный загружаемый контент был объявлен в ноябре того года наряду с официальным дополнением «Challenge Pack», добавлявшим 7 новых карт и 2 режима для мультиплеера, разделённый экран и «легендарный» режим сложности для одиночной кампании, с соответствующими очками достижений для консольной версии. Всё это было размещено 15 февраля 2008 года на сайте игры и игровых изданий, в Xbox Live был добавлен бесплатный режим разъединённого экрана.
В июле 2007 года после релиза игры ходили слухи о её портировании на игровую приставку Play Station 3, основанные на объявлении о вакансии в Triumph Studios, которым требовался один программист для «портировании X360/ПК кода для PS3». Представитель издателя Codemasters заявил о том, что «Мы не планируем портировать Overlord на PS3». В феврале 2008 года Codemasters подтвердили разработку версии для PlayStation 3, но вместо прямого портирования оригинальной игры, разработчики добавили также загружаемый контент и дополнение на одном диске Blu-ray, под названием Overlord: Raising Hell, выпустив портированную версию летом 2008 года. Демо стало доступным через онлайн PlayStation Store 15 мая 2008 года и полностью вышло в июне.

### Overlord: Raising Hell
1 ноября 2007 года Codemasters анонсировали загружаемое дополнение Overlord: Raising Hell. Сюжет разворачивается на том, что в покорённых Повелителем пяти королевствах возникают бездны, куда сбегают его поданные. В каждой из них присутствует подвергаемый пыткам герой и камень Бездны, дающий контроль над ней. Чтобы получить артефакт и взять под контроль бездну, игроку придётся сражаться с их обитателями и падшими героями. Получив власть над всей Бездной ему для сохранения своего царства придётся победить того, кто призвал эти бездны в его мир. Raising Hell вместе с дополнительным контентом для мультиплеера стала доступна для скачивания на сервисах цифровой дистрибуции и Xbox Live 15 февраля 2008 года.

### Сиквел и спин-оффы
После выхода версии игры для PlayStation 3 13 августа 2008 года, Codemasters объявили о разработке её продолжения — Overlord II. Планировался выпуск для 3 платформ (PC, Xbox 360 и PS3), а релиз должен был состояться в 2009 году. Согласно заявлениям разработчиков, игра «сильно расширит масштаб первоначальной концепции», предоставив пользователю возможность сыграть за нового Повелителя в связи с сюжетом Raising Hell, продолжит события после окончания первой части с новым «инспирированным Древним Римом» главным противником. Также будет улучшено управление миньонами, что позволило им «ездить на животных, использовать боевые машины и парусные корабли». Параллельно было объявлено о планах выпустить спин-офф для платформы Wii под названием Overlord: Dark Legend, посвящённый новому Повелителю. Связь этой игры с основной серией до конца не ясна, так как она основывалась на «идее что в течение времени существовала серия Повелителей». Разрабатываемая для Wii игра давала возможность использовать контроллер движения, тем самым позволяя «отрывать отдельного прихвостня от орды, удерживать его за шею и вертеть его». Другой спин-офф, названный Overlord: Minions был выпущен для портативной игровой системы Nintendo DS, упор в нём был посвящён решению головоломок и управлению миньонами. Оба спин-оффа для Nintendo были созданы студией Climax Studios, а не Triumph Studios, занимавшейся только Overlord II. Все три игры вышли в июне 2009 года.

## Приём
| Сводный рейтинг                  | Сводный рейтинг | Сводный рейтинг | Сводный рейтинг |
| Издание                          | Оценка          | Оценка          | Оценка          |
| Издание                          | PC              | PS3             | Xbox 360        |
| -------------------------------- | --------------- | --------------- | --------------- |
| GameRankings                     | 81,04 %         | N/A             | 77,12 %         |
| Иноязычные издания               |                 |                 |                 |
| Издание                          | Оценка          | Оценка          | Оценка          |
| Издание                          | PC              | PS3             | Xbox 360        |
| 1UP.com                          | N/A             | B+              | B+              |
| Eurogamer                        | N/A             | N/A             | 8/10            |
| Game Informer                    | N/A             | N/A             | 7.5/10          |
| GameSpot                         | N/A             | 6/10            | 7.5/10          |
| GameSpy                          | N/A             | N/A             | 3.5/5           |
| GameTrailers                     | N/A             | 7.4/10          | N/A             |
| IGN                              | 8/10            | 6/10            | 6.6/10          |
| OXM                              | N/A             | N/A             | 8/10            |
| PC Gamer (UK)                    | 75/100          | N/A             | N/A             |
| Official Playstation Magazine UK | N/A             | 7/10            | N/A             |
| Русскоязычные издания            |                 |                 |                 |
| Издание                          | Оценка          | Оценка          | Оценка          |
| Издание                          | PC              | PS3             | Xbox 360        |
| Absolute Games                   | 83 %            | N/A             | N/A             |
| «Игромания»                      | 8.5/10          | N/A             | N/A             |
| «ЛКИ»                            | 90 %            | N/A             | N/A             |
| «Страна игр»                     | 8/10            | N/A             | N/A             |

До своего выхода на выставке E3 2006 Overlord получил награду как «Лучший Сюрприз» согласно Выбору Редакции GameSpot E3 2006. Overlord получил в основном положительные отзывы от игровых обозревателей со средним уровнем в 77 % для Xbox 360 и 81 % для PC согласно агрегатору рецензий GameRankings. Многие издания хвалили игровую концепцию, указывая на её схожесть с видеоигрой Pikmin, ставшей популярной по той же причине.

### Реакция зарубежной игровой прессы
GameSpot отметил, что «удовольствие бегать вместе со своим легионом злых и полных энтузиазма миньонов — вот причина, по которой стоит играть в Overlord», в то время как Game Informer похвалил игровую персональность, особенно миньонов. IGN указала те же преимущества, назвав игру «злой, но беззаботной» и особо похвалив детальный проработанный игровой мир. 1UP.com особенно заинтересовал персональный контроль над миньонами, благодаря которому «вы привязываетесь к маленьким парням».
Несмотря на позиционирование игры разработчиками как выбор между «злом или настоящим злом», множество рецензентов указали на наличие в ней большого количества миссий, где можно проявить свою доброту, например возможность вернуть крестьянам украденную еду. Eurogamer отметил, что так как основу игрового юмора составляет сатира, эти хорошие деяния «становятся видом шутки. Особенно в начале игры очевидная ирония заключается в том, что все считают тебя храбрым героем, когда в действительности ты социопат». В декабре 2007 года Overlord попал в составленный Eurogamer Топ 50 Игр 2007 года.
Другие обозреватели указали на то, что игра иногда может вызвать разочарование, из-за неспособности управления поспевать за ритмом игры, и наличие багов в региональных версиях. IGN US оценила версию для X-Box 360 на 6.6 баллов из 10, из-за многочисленных ошибок. IGN UK and Australia однако не нашло такого количества багов, дав Overlord оценку в 8.1 и 8.0. GameSpot отметил те же проблемы из-за плохого контроля камеры в версии для ПК, и первоначальный рейтинг составил 6 баллов, после повысившийся из-за обзора новой версии. Это не помешало рецензенту издания указать на то, что присутствуют «элементы управления с которыми вам иногда придётся бороться». GameSpy отметил, что мультиплеерный режим иногда «неряшливый» и «неустойчивый», и менее приятный чем в одиночной игре, из-за чего «несколько раз игра преждевременно заканчивалась из-за разочарования игроков».
Когда вышел Overlord: Raising Hell для PlayStation 3, она получила схожую оценку, составившую по данным GameRankings 75 %. Eurogamer похвалил игру, назвав её «возможно одной из лучших игр, доступных в настоящее время на PS3». IGN нашла множество технических ошибок, включая долгую загрузку и лаги в мультиплеере, «непредсказуемая смена частоты кадров, медленное управление и камера в версии для PS3», позволило GameSpot посчитать лучшим соотношением цены и качества «более технически совершенную версию для Xbox 360 и потратить чуть больше для получения загружаемого контента». Game Trailers также обнаружили несколько технических дефектов, но в итоге решили, что «С обилием юмора и существенно долгих квестов, игроки будут удивлены тем, насколько приятным может быть Overlord».

### Российской игровой прессы
Ряд обозревателей отметили интересную находку разработчиков с привлечением к игровому процессу миньонов. Рецензент «Игромании» Линар Феткулов отметил, что игра сама по себе «едкая сатира по поводу всех избитых фэнтези-штампов». Обозреватель журнала «Лучшие компьютерные игры» помимо прочего отметил красивую графику и анимационные ролики. Рецензент журнала «Лучшие компьютерные игры» Евгений Блинов оценил Overlord на 90 % из 100 возможных благодаря интересному и весёлому сюжету, обозреватель Ag.ru Владимир Горячёв поставил игре 83 % из-за слабого мультиплеера игры и не запоминающегося саундтрека, итоговый бал «Игромании» составил 8.5. из 10 возможных, указав на отсутствие игровой карты и возможность сохранения только в строго отведённых местах. Самую низкую оценку — 7.5. баллов выставила «Страна игр», что по мнению её журналиста Ашота Ахвердяна обусловлено отсутствием игровой глубины.
Локализация Overlord получила 2 балла из 3 по версии журнала Игромании. Рецензент отметил удачи переводчиков в локализации (изначальные миньоны в российском переводе стали прихвостнями) и удачно подобранный актёрский состав. Из недостатков был обнаружен один баг: при введении имени игрока русскими буквами в процессе игры могут возникнуть проблемы с сохранением. Игра заняла второе и третье места в номинациях «Ролевая игра года» и «Сюжет года» по версии журнала «Лучшие компьютерные игры». Александр Башкиров отмечает, что Повелитель хоть и держит людей в клетках и бросает крестьян в чан с кипящим металлом, но борется с семеркой худших воплощений хоббитских, эльфийских, гномьих, паладинских, варварских, воровских и волшебнических качеств. Хотя на самом деле всем заправляет Гнарл, напоминающий Тайвина Ланнистера из «Игры престолов» — он вынашивает стратегические планы, в то время как Повелитель «тупо идет, куда покажет хилая гремлинская лапка».